# Landespolizei (Deutschland)
Landespolizei ist in Deutschland die zusammenfassende Bezeichnung für die Gesamtheit aller Polizeibehörden eines Landes im Geschäftsbereich des jeweiligen Innenministeriums bzw. der Innenbehörde der Stadtstaaten, mit anderen Worten für alle Polizeikräfte eines Bundeslandes. 

## Rechtliche Grundlagen
Nach dem Grundgesetz ist Polizei wie die Ausübung aller staatlichen Befugnisse grundsätzlich Ländersache, vgl. Art. 30 GG. Organisation, Aufgaben und Befugnisse sind in erster Linie in den Polizeigesetzen der Länder geregelt, in einigen Ländern ist ersteres Gegenstand eines separaten Polizeiorganisationsgesetzes.

## Organisation
Die Länder haben die früher kommunale Polizei heute weitgehend verstaatlicht, das heißt, sie nehmen die Polizeiaufgaben weitestgehend durch Landesbehörden selbst wahr. Soweit es daneben noch kommunale Polizeien gibt, gehören diese ebenso wenig zur Landespolizei wie quasipolizeilich auftretende Ordnungsämter.
Zur Landespolizei gehört in jedem Land der Polizeivollzugsdienst, also das, was heute gemeinhin als „die Polizei“ verstanden wird. Zu dessen Aufgaben gehört in jedem Fall die Schutzpolizei und die Kriminalpolizei. Die Abgrenzung beider Bereiche ist ebenso wie die Unterteilung der Schutzpolizei jedoch von Bundesland zu Bundesland höchst unterschiedlich gestaltet, etwa was das Verhältnis der
Wasserschutzpolizei zur übrigen Schutzpolizei oder die Organisation von Verkehrspolizei und Autobahnpolizei betrifft. Die Autobahnpolizei wird in vielen Bundesländern nach Vereinbarung von der Verkehrspolizei übernommen und ist nicht Aufgabe der Bundespolizei.
Bestandteil der Landespolizeien sind weiterhin Ausbildungs- und Fortbildungsstätten sowie wenn vorhanden ein Polizeiverwaltungsamt und die Bereitschaftspolizei.
Schließlich besteht in jedem Land ein Landeskriminalamt, dessen organisatorisches Verhältnis zur Kriminalpolizei ebenfalls unterschiedlich ist.
In Bayern wird die Polizei insgesamt als „Polizei des Freistaates Bayern“ bezeichnet. Zur Landespolizei zählen nur die regionalen Polizeipräsidien und die ihnen nachgeordneten Dienststellen der allgemeinen Polizei, der Verkehrs-, Grenz- und Kriminalpolizei. Daneben existieren begrifflich getrennt die Bereitschaftspolizei, das Landeskriminalamt und das Polizeiverwaltungsamt mit landesweiter Zuständigkeit.

## Liste
Einen Überblick über die in Deutschland bestehenden Landespolizeien bietet die nachfolgende Tabelle. Details sind dem Artikel über die jeweilige Landespolizei zu entnehmen.
| Bundesland             | Amtliche Bezeichnung                                    | Aufsichtsbehörde | Struktur | Bedienstete |
| ---------------------- | ------------------------------------------------------- | --- | --- | ----------- |
| Baden-Württemberg      | Polizei Baden-Württemberg                               | Ministerium für Inneres, Digitalisierung und Kommunen Baden-Württemberg, Abteilung 3 – Landespolizeipräsidium                                                  | 12 regionale Polizeipräsidien Landeskriminalamt Baden-Württemberg Polizeipräsidium Einsatz Hochschule der Polizei Präsidium Technik, Logistik, Service der Polizei | 34.000      |
| Bayern                 | Bayerische Polizei                                      | Bayerisches Staatsministerium des Innern, für Sport und Integration, Abteilung I C – Landespolizeipräsidium                                                    | 10 Polizeipräsidien Präsidium der Bayerischen Bereitschaftspolizei Bayerisches Polizeiverwaltungsamt Bayerisches Landeskriminalamt | 41.400      |
| Berlin                 | Polizei Berlin (früher: Der Polizeipräsident in Berlin) | Senatsverwaltung für Inneres und Sport, Abteilung III – Öffentliche Sicherheit und Ordnung                                                                     | Landespolizeidirektion mit 6 (örtlichen) Direktionen Landeskriminalamt Berlin Direktion Einsatz Zentrale Serviceeinheit | 26.100      |
| Brandenburg            | Polizei Brandenburg                                     | Ministerium für Inneres und Kommunales, Abteilung 4 – Öffentliche Sicherheit und Ordnung, Polizei, Ordnungsrecht, Brand- und Katastrophenschutz, Rettungswesen | Polizeipräsidium Zentraldienst der Polizei 4 Polizeidirektionen Direktion Besondere Dienste Landeskriminalamt Brandenburg Hochschule der Polizei des Landes Brandenburg | 7.000       |
| Bremen                 | Polizei Bremen                                          | Der Senator für Inneres, Abteilung 3 | Polizeipräsidium Direktion Zentrale Einsatzsteuerung Direktion Schutzpolizei Direktion Kriminalpolizei/Landeskriminalamt Direktion Bereitschaftspolizei Direktion Verkehr Direktion Wasserschutzpolizei des Landes Direktion Zentrale Technische Dienste Direktion Finanzen und Personal | 2.480       |
| Hamburg                | Polizei Hamburg                                         | Behörde für Inneres und Sport, Amt für Innere Verwaltung und Planung, Abteilung 4 – Öffentliche Sicherheit, Brand- und Bevölkerungsschutz                      | Polizeipräsidium Direktion Polizeikommissariate und Verkehr Landeskriminalamt Hamburg 3 Wasserschutzpolizeikommissariate Direktion Einsatz Akademie der Polizei Hamburg | 9.850       |
| Hessen                 | Polizei Hessen                                          | Hessisches Ministerium des Innern und für Sport, Abteilung LPP – Landespolizeipräsidium                                                                        | 7 Polizeipräsidien Hessisches Polizeipräsidium Einsatz Präsidium für Technik Hessisches Landeskriminalamt Polizeiakademie Hessen | 18.000      |
| Mecklenburg-Vorpommern | Polizei Mecklenburg-Vorpommern                          | Ministerium für Inneres und Europa des Landes Mecklenburg-Vorpommern, Abteilung 4 – Polizei, Sport, Brand- und Katastrophenschutz                              | 2 Polizeipräsidien 8 Polizeiinspektionen 4 Kriminalpolizeiinspektionen Landeskriminalamt Mecklenburg-Vorpommern Landeswasserschutzpolizeiamt Landesbereitschaftspolizeiamt Landesamt für zentrale Aufgaben und Technik der Polizei, Brand- und Katastrophenschutz                        | 5.900       |
| Niedersachsen          | Polizei Niedersachsen                                   | Niedersächsisches Ministerium für Inneres und Sport, Abteilung 2 – Landespolizeipräsidium                                                                      | 6 Polizeidirektionen Zentrale Polizeidirektion Landeskriminalamt Niedersachsen Polizeiakademie Niedersachsen | 23.000      |
| Nordrhein-Westfalen    | Polizei Nordrhein-Westfalen                             | Ministerium des Innern des Landes Nordrhein-Westfalen, Abteilung 4 – Polizei                                                                                   | 47 Kreispolizeibehörden (davon 18 als Polizeipräsidien) Landeskriminalamt Landesamt für Ausbildung, Fortbildung und Personalangelegenheiten Landesamt für Zentrale Polizeiliche Dienste                                                                                                  | 57.800      |
| Rheinland-Pfalz        | Polizei Rheinland-Pfalz                                 | Ministerium des Innern und für Sport Rheinland-Pfalz, Abteilung 4 – Polizei                                                                                    | 5 Polizeipräsidien in der Fläche Polizeipräsidium Einsatz, Logistik und Technik Landeskriminalamt Hochschule der Polizei Rheinland-Pfalz | 9.300       |
| Saarland               | Polizei im Saarland                                     | Saarländisches Ministerium für Inneres, Bauen und Sport, Abteilung D – Polizeiangelegenheiten und Bevölkerungsschutz                                           | Landespolizeipräsidium 20 Polizeiinspektionen | 2.802       |
| Sachsen                | Polizei Sachsen                                         | Sächsisches Staatsministerium des Innern, Abteilung 3 – Öffentliche Sicherheit und Ordnung, Landespolizeipräsidium                                             | 5 Polizeidirektionen Präsidium der Bereitschaftspolizei Polizeiverwaltungsamt Hochschule der Sächsischen Polizei | 15.000      |
| Sachsen-Anhalt         | Polizei Sachsen-Anhalt                                  | Ministerium für Inneres und Sport des Landes Sachsen-Anhalt, Abteilung 2 – Öffentliche Sicherheit und Ordnung                                                  | 5 Polizeiinspektionen Landeskriminalamt Sachsen-Anhalt Fachhochschule Polizei Sachsen-Anhalt Technisches Polizeiamt Sachsen-Anhalt Landesbereitschaftspolizei | 8.000       |
| Schleswig-Holstein     | Polizei Schleswig-Holstein                              | Ministerium für Inneres, Kommunales, Wohnen und Sport des Landes Schleswig-Holstein, Abteilung IV 4 – Polizeiabteilung                                         | Landespolizeiamt 8 Polizeidirektionen Landeskriminalamt Schleswig-Holstein Polizeidirektion für Aus- und Fortbildung und für die Bereitschaftspolizei | ca. 8.700   |
| Thüringen              | Thüringer Polizei                                       | Thüringer Ministerium für Inneres und Kommunales, Abteilung 4 – Polizei                                                                                        | Landespolizeidirektion 7 Landespolizeiinspektionen Autobahnpolizeiinspektion Bereitschaftspolizei Landeskriminalamt Thüringen Thüringer Fachhochschule für öffentliche Verwaltung Bildungszentrum der Thüringer Polizei                                                                  | 5.938       |